# Thomas Jenkins-Price

a Compétitions nationales et continentales officielles uniquement.

b Matchs officiels uniquement.
Thomas John Jenkins-Price, né le 1er février 1864 à Carmarthen et mort le 6 août 1922 à Londres, est un joueur de rugby à XV international gallois évoluant au poste de trois-quart.